# Pteromalus albitarsis
Pteromalus albitarsis is een vliesvleugelig insect uit de familie Pteromalidae. De wetenschappelijke naam is voor het eerst geldig gepubliceerd in 1907 door De Stefani.